# (23081) 1999 XQ105
1999 أكس كيو 105 (ويعرف أيضًا باسم (23081) 1999 أكس كيو 105 وفق تسمية الكوكب الصغير) (بالإنجليزية: 1999 XQ105)‏ هو كويكب ضمن حزام الكويكبات؛ وترتيبه 23081 من حيث الاكتشاف.
اكتُشف هذا الجُرم الفلكي بواسطة James M. Roe ‏ في 11 ديسمبر 1999.

## وصلات خارجية
- (23081) 1999 XQ105 في قاعدة بيانات مختبر الدفع النفاث لأجرام النظام الشمسي الصغيرة

- الاكتشاف · مخطط المدار ·  العناصر المدارية · المعلمات المادية

- (23081) 1999 XQ105 على موقع ويكي سكاي: DSS2, SDSS, GALEX, IRAS, Hydrogen α, X-Ray, Astrophoto, Sky Map, Articles and images